# 1 Samuel 29
1 Samuel 28 es el vigesimoctavo capítulo del Primer Libro de Samuel en el Antiguo Testamento de la Biblia cristiana o la primera parte de los Libros de Samuel en la Biblia hebrea. Según la tradición judía, el libro se atribuyó al profeta Samuel, con adiciones de los profetas Gad y Natán, pero muchos eruditos modernos lo ven como una composición de varios textos independientes de diversas épocas, desde el 630-540 a. C. aproximadamente.  Este capítulo contiene el relato de la huida de David de los repetidos intentos de Saúl de matarlo. Esto se encuentra dentro de una sección que comprende desde 1 Samuel 16 hasta 2 Samuel 5, que registra el ascenso de David como rey de Israel.

## Texto
Este capítulo fue escrito originalmente en el idioma hebreo. Está dividido en 11 versículos.

### Testigos textuales
Algunos manuscritos antiguos que contienen el texto de este capítulo en hebreo son de la tradición del Texto Masorético, que incluye el Códice de Jerusalén (895), el Códice de Alepo (siglo X) y el Códice de Leningrado (1008). Se encontraron fragmentos que contienen partes de este capítulo en hebreo entre los Rollos del Mar Muerto, incluido el 4Q51 (4QSama; 100-50 a. C.) con los versículos 3-4, 9-10 y 12 existentes.
Entre los manuscritos antiguos existentes de una traducción al griego koiné conocida como la Septuaginta (originalmente realizada en los últimos siglos a. C.) se encuentran el Códice Vaticano (B; {\displaystyle \ ara{G}}B; siglo IV) y el Códice Alejandrino (A; {\displaystyle \ ara{G}}A; siglo V).

## Lugares
- Aphek
- Tel Jezreel
- Ziklag

## Los filisteos rechazan a David (29:1-5)
Los filisteos reunieron sus fuerzas en Afec, listos para enfrentarse a Saúl en la llanura de Jezreel, cuando sus comandantes notaron la presencia de «hebreos» en sus filas, fácilmente distinguibles por su vestimenta más que por cualquier característica racial. Probablemente recordando cómo los «hebreos» habían desertado en Micmas (1 Samuel 13–14), los filisteos se mostraron inflexibles a la hora de permitir que David y su pueblo se unieran a su ejército, sobre todo porque aún recordaban la canción de victoria que atribuía a David la muerte de «decenas de miles» de filisteos. 

### Versículo 1
Ahora los filisteos reunieron a todos sus ejércitos en Afec; y los israelitas acamparon junto a una fuente que está en Jezreel.
- «Aphek»: topónimo común que utiliza una palabra hebrea que significa «fortaleza». Hay uno en Judá (1 Samuel 4:1), y aquí se identifica con el pueblo moderno de Fuku'a, cerca del monte Gilboa, dentro del territorio de la tribu de Isacar. [19]
- «Una fuente que está en Jezreel» se identifica con el nombre moderno «Ain-Jalûd», la «Fuente de Goliat» (porque tradicionalmente se consideraba el lugar de la batalla con Goliat), un gran manantial que brota de debajo de la caverna en la roca en la base de Gilboa. [19][20]

## Acish envía a David de vuelta a Siclag (29:6-11)
Presionado por otros líderes filisteos, Aquís se vio obligado a enviar a David de vuelta a Siclag, aunque nunca había dudado personalmente de la lealtad de David, e incluso lo consideraba irreprochable, honesto e intachable «como un ángel de Dios» (versículos 3, 6-7, 9-10). David declaró su inocencia a Aquis y obedeció la orden de regresar a casa, por lo que se salvó de tener que participar en la muerte de Saúl y Jonatán.

### Versículo 10
[Achish le dijo a David] «Ahora, pues, levántate temprano por la mañana con los siervos de tu señor que han venido contigo. Y tan pronto como te levantes temprano por la mañana y haya luz, vete».
Después de «ven con usted», la Septuaginta dice «y ve al lugar que he seleccionado para ti allí; y no pongas ninguna palabra molesta en tu corazón, porque eres bueno ante mí. Y levántate en tu camino», que no está presente en las versiones del Texto Masorético, Targum o Vulgata Latina. 
- «Los siervos de tu señor que han venido contigo»: según Barnes, puede referirse a un número considerable de manasitas que decidieron seguir a David (1 Crónicas 12:19-21) justo en ese momento, y regresaron con él a Siclag. [25]

### Comentarios sobre Samuel
- Auld, Graeme (2003). «1 & 2 Samuel».  En James D. G. Dunn and John William Rogerson, ed. Eerdmans Commentary on the Bible. Eerdmans. ISBN 9780802837110.
- Bergen, David T. (1996). 1, 2 Samuel. B&H Publishing Group. ISBN 9780805401073.
- Gordon, Robert P. (1999). I & II Samuel, A Commentary. Zondervan. ISBN 978-0310230229.
- Hertzberg, Hans Wilhelm (1964). I & II Samuel, A Commentary (trans. from German 2nd edition 1960 edición). Westminster John Knox Press. p. 19. ISBN 978-0664223182.
- Tsumura, David Toshio (2007). The First Book of Samuel. Eerdmans. ISBN 9780802823595.

### General
- Breytenbach, Andries (2000). «Who Is Behind The Samuel Narrative?».  En Johannes Cornelis de Moor and H.F. Van Rooy, ed. Past, Present, Future: the Deuteronomistic History and the Prophets. Brill. ISBN 9789004118713.
- Coogan, Michael David (2007).  Coogan, Michael David; Brettler, Marc Zvi; Newsom, Carol Ann et al., eds. The New Oxford Annotated Bible with the Apocryphal/Deuterocanonical Books: New Revised Standard Version, Issue 48 (Augmented 3rd edición). Oxford University Press. ISBN 978-0195288810.
- Fitzmyer, Joseph A. (2008). A Guide to the Dead Sea Scrolls and Related Literature. Grand Rapids, MI: William B. Eerdmans Publishing Company. ISBN 9780802862419.
- Halley, Henry H. (1965). Halley's Bible Handbook: an abbreviated Bible commentary (24th (revised) edición). Zondervan Publishing House. ISBN 0-310-25720-4. (requiere registro).
- Hayes, Christine (2015). Introduction to the Bible. Yale University Press. ISBN 978-0300188271.
- Jones, Gwilym H. (2007). «12. 1 and 2 Samuel».  En Barton, John; Muddiman, John, eds. The Oxford Bible Commentary (first (paperback) edición). Oxford University Press. pp. 196-232. ISBN 978-0199277186. Consultado el 6 de febrero de 2019.
- Klein, R.W. (2003). «Samuel, books of».  En Bromiley, Geoffrey W, ed. The International Standard Bible Encyclopedia. Eerdmans. ISBN 9780802837844.
- Knight, Douglas A (1995). «Chapter 4 Deuteronomy and the Deuteronomists».  En James Luther Mays, David L. Petersen and Kent Harold Richards, ed. Old Testament Interpretation. T&T Clark. p. 62. ISBN 9780567292896.
- Ulrich, Eugene, ed. (2010). The Biblical Qumran Scrolls: Transcriptions and Textual Variants. Brill.
- Würthwein, Ernst (1995). The Text of the Old Testament. Grand Rapids, MI: Wm. B. Eerdmans. ISBN 0-8028-0788-7. Consultado el 26 de enero de 2019.